# Alejandro Gattiker
Alejandro Gattiker (Buenos Aires, 5 de mayo de 1958) es un extenista y entrenador argentino.
Es hermano del también tenista Carlos Gattiker (6 de junio de 1956-19 de mayo de 2010).
Alejandro Gattiker ingresó al ranking ATP en 1978, pero dejó de jugar en 1984.
Fue capitán del equipo argentino de Copa Davis entre 1989 y 1990, y entre 2000, siendo su estreno de manera interina en el polémico match con Chile, y 2002.